# وضعیت فعلی
وضعیت فعلی (انگلیسی: State of Play) یک مجموعهٔ تلویزیونی درام مهیج به کارگردانی دیوید ییتس است که در سال ۲۰۰۳ تولید و از شبکه تلویزیونی بی‌بی‌سی وان پخش شد و جوایز فراوانی از جمله جایزه پیبادی دریافت نمود.

## بازیگران
- جان سیم
- دیوید موریسی
- کلی مکدونالد
- بیل نای
- جیمز مک‌آووی
- پالی واکر
- مارک وارن
- روری مک‌کین
- مایکل فیست
- دبورا فیندلی
- بندیکت وانگ
- جیمز لورنسن
- فیلیپ گلنیستر
- آملیا بالمور